# Password Authentication Protocol
Протокол PAP (англ. Password Authentication Protocol - автентифікація по паролю) забезпечує вузлам одного рівня простий спосіб ідентифікації один одного шляхом двосторонньої згоди (handshake).
Даний протокол — найбільш простий з протоколів підтвердження віддаленим суб'єктом свого ідентифікатора для об'єкта, що надає ресурси для використання. Автентифікація проходить за дві ітерації (англ. two-way handshake).

Протокол PAP вкрай ненадійний, оскільки паролі, що пересилаються, можна легко читати в пакетах PPP (англ. Point-to-Point Protocol), якими обмінюються сторони в ході перевірки автентичності. Зазвичай PAP використовується тільки при підключенні до старих серверів віддаленого доступу на базі UNIX, які не підтримують жодні інші протоколи перевірки автентичності.

## Механізм PAP
При використанні PAP (описано в стандарті RFC-1334) в поле протоколу (два байти протоколу) кадру PPP вказується відповідне PAP-значення Охсоаз, поле даних перетворюється в чотири додаткових поля:
| Код    | Ідентифікатор | Довжина | Дані              |
| ------ | ------------- | ------- | ----------------- |
| 1 байт | 1 байт        | 2 байта | перемінний розмір |

При цьому поле Код вказує на такі можливі типи PAP-пакету:
- Код=1: Запит автентифікації.
- Код=2: Підтвердження автентифікації.
- Код=3: Відмова у автентифікації.

Поле ідентифікатор забезпечує відповідність пари запит/відповідь (повинен змінюватись при кожному новому запиті).
Поле довжина вказує на сумарну довжину всіх чотирьох полів.
Поле дані містить дані пакету — для запиту автентифікації буде мати такий вигляд:
| Довжина ідентифікатора | Ідентифікатор | Довжина паролю | Пароль |
| ---------------------- | ------------- | -------------- | ------ |

Пакет запиту автентифікації буде відправлятись суб'єктом, що бажає отримати доступ неодноразово до настання однієї з таких подій:
- Отримання підтвердження чи відмови.
- Перевищення допустимого значення в лічильнику спроб.

При отриманні запиту об'єктом проводиться розпізнання отриманих результатів (порівняння з наявними у об'єкта значеннями). За результатами розпізнавання суб'єкту висилається пакет з полем Дані такого формату:
| Довжина повідомлення | Повідомлення |
| -------------------- | ------------ |

При цьому в полях Код вказується 2 або 3 (в залежності від того, підтверджена автентифікація чи відхилена), в поле Ідентифікатор — ідентифікатор відповідного запиту. В полях відповіді вказується: Довжина повідомлення — розмір наступного поля, Повідомлення — покладається на певну реалізацію, воно повинне не впливати на роботу протоколу та рекомендовано формувати його зручним для прочитання.
Додатково вказано, що, оскільки пакет з підтвердженням автентифікації може бути втрачений, реалізація повинна передбачати можливість обробки повторного запиту на аутентифікацію.
Отже, схема роботи протоколу така:
1. Встановлюється PPP з'єднання.
2. Суб'єкт посилає запит автентифікації з вказанням свого ідентифікатора і пароля.
3. Об'єкт перевіряє отримані дані і підтверджує автентифікацію або відмовляється від неї.

Варто звернути особливу увагу на те, що весь обмін даними (в тому числі і пересилка паролю) проходять у відкритому вигляді, без використання криптографічних засобів. При цьому частоту та час відправляння пакетів контролює сам суб'єкт.